# Foment del Turisme de Mallorca
Foment del Turisme de Mallorca és una entitat fundada a Palma el 1905 per Enric Alzamora i Gomà com a grup excursionista amb la finalitat de promocionar el turisme com un element fonamental dins el procés de modernització de Mallorca. En aquells inicis tenia com a objectius essencials el suport al turista i la promoció publicitària com a principis bàsics del desenvolupament de l'activitat del sector. Unes premisses que contribuïren de manera directa a dissenyar la futura organització dels serveis turístics, tal com s'entenen avui.
Inevitablement, al llarg de la seva trajectòria l'entitat es va veure sotmesa als diversos episodis històrics que van marcar la primera meitat del segle xx: conflictes bèl·lics mundials, grans depressions econòmiques, una guerra civil, i els efectes que tot això va comportar en la paralització del turisme. Unes circumstàncies de caràcter extern, intern i temporal que condicionaren el normal desenvolupament de l'activitat turística mundial i a les quals es va saber sobreposar.
Un dels mèrits que ha distingit més clarament la trajectòria d'aquesta entitat degana en la promoció turística nacional, i que s'ha convertit en la seva marca d'identitat, han estat les acurades sèries de cartelleria publicitària que, gràcies a la seva bellesa i qualitat artístiques i a la participació d'artistes de renom internacional, han servit de reclam turístic per a Mallorca. El 2005 va rebre la Medalla d'Or de la Comunitat Autònoma de les Illes Balears